# Mack Sennett

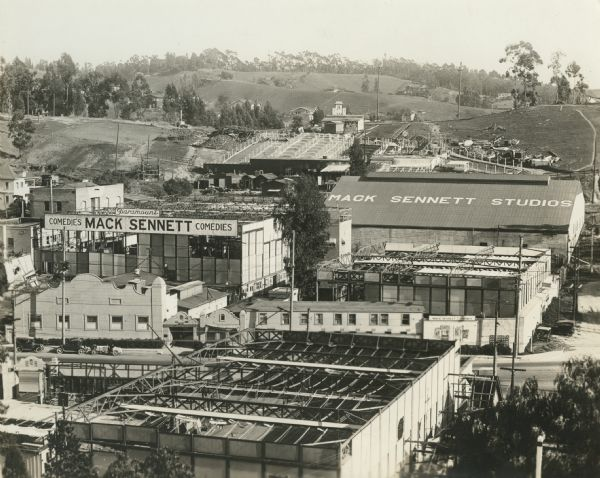
Marc Sennet Studios em imagem de 1917

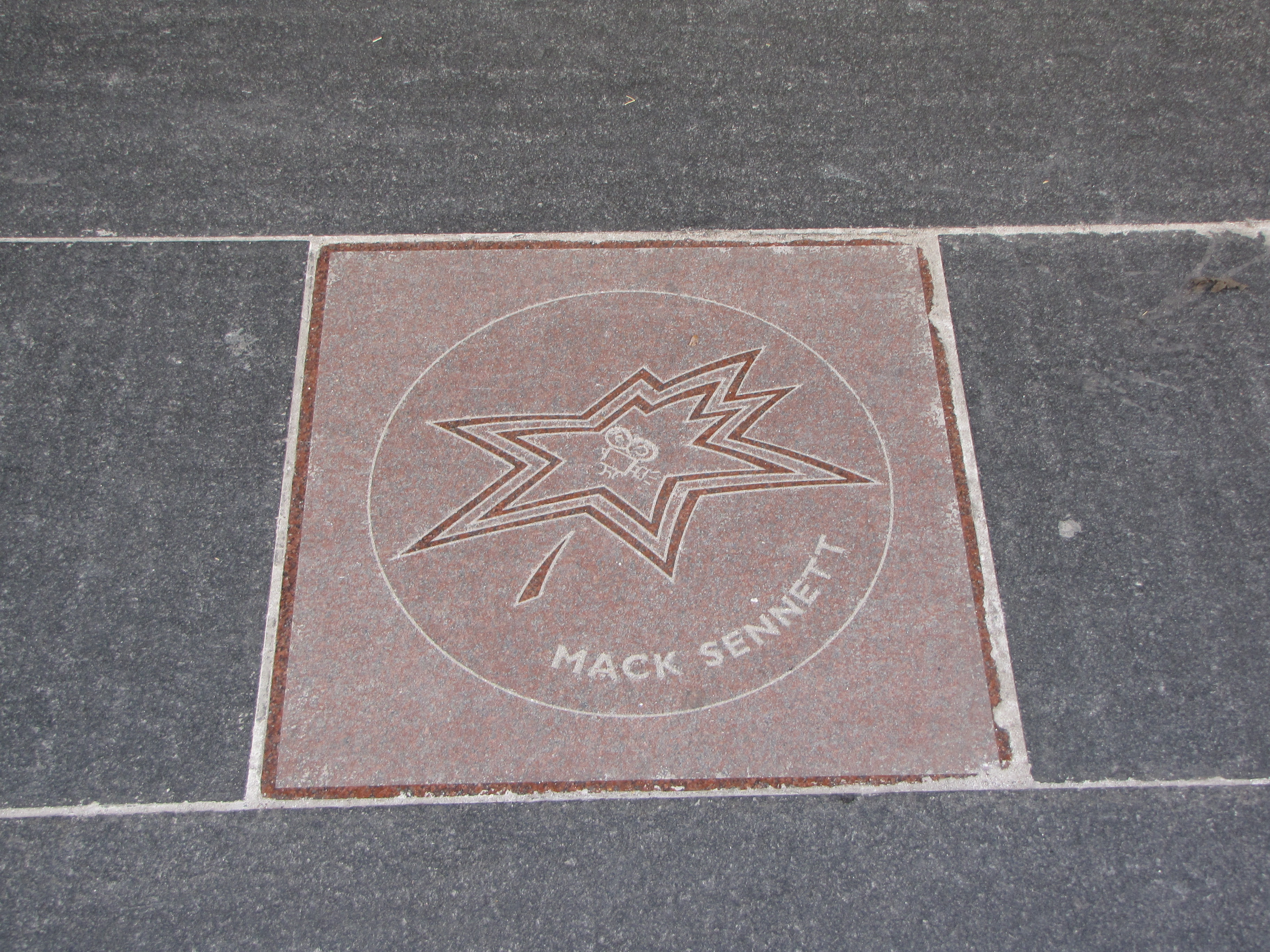
Estrela de Mack Sennet na Calçada da Fama do Canadá.

Mack Sennett, nascido Michael Sinnott (Richmond, 17 de janeiro de 1880 — Los Angeles, 5 de novembro de 1960) foi um produtor, roteirista, ator e diretor de cinema estadunidense nascido no Canadá, na província de Quebec. Conhecido como The King of Comedy ("O Rei da Comédia").
Era filho de imigrantes irlandeses católicos. Quando Sennett tinha 17 anos, a família mudou-se para Connecticut, nos Estados Unidos.
Fundou em 1912 os Estúdios Keystone, responsável pela popularização dos filmes mudos de comédia e de atores como Fatty Arbuckle, Mack Swain, Charles Chaplin e pelos The Keystone Kops.
Sennett considerava-se um comediante e frequentemente aparecia nos filmes que dirigia. Os atores de sua companhia, por outro lado, o consideravam péssimo ator e tentavam dissuadí-lo de atuar como ator.
Recebeu um Oscar em 1935 em reconhecimento à sua grande influência na popularização dos filmes de comédia.
Morreu aos 80 anos de idade, e foi enterrado no Holy Cross Cemetery em Culver City, na Califórnia.